# گریزگاه مالیاتی
گریزگاه مالیاتی که بهشت مالیاتی نیز خوانده شده، به کشور، ایالت یا منطقه‌ای اطلاق می‌شود، که سرمایه‌گذاران با داشتن حساب‌های بانکی و شرکت، از مالیات معاف بوده یا مالیات بسیار ناچیزی پرداخت می‌کنند.
لوکزامبورگ، آندورا، جرزی، باهاماس، برمودا، جزایر کیمن، هنگ کنگ، لیختن اشتاین، جزیره من، پورتوریکو، پاناما و سوئیس برخی از کشورهای گریزگاه مالیاتی هستند. گریزگاه‌های مالیاتی اغلب کشورهای بسیار کوچکی هستند، که دارای منابع طبیعی و صنعتی ناچیزی می‌باشند و از این طریق، اقدام به جذب سرمایه‌گذاران و رونق فعالیت‌های اقتصادی در کشور خود می‌پردازند.
این کشورها با استفاده از فرار مالیاتیِ سرمایه‌گذاران، بهره لازم را به سود خود کسب می‌کنند. این جریان در کشورهای اروپایی شایع‌تر است. در برخی از این کشورها نرخ مالیات تا ۵۰٪ درصد از سود سرمایه‌ای محاسبه می‌شود و می‌تواند دلیل اصلی سرمایه‌گذاران برای فرار مالیاتی باشد. کشورهای ارائه‌دهندهٔ خدمات ویژه با توجه به این نرخ مالیاتی، شرایط جذب سرمایه‌گذاران را فراهم می‌کنند. البته این نوع فرار سرمایه از کشورهایی مالیات‌گیرنده، بسیار دردناک بوده و بارها در مجامع بین‌المللی اعتراض خود را نسبت به گریزگاه‌های مالیاتی ابراز داشته‌اند.
کشورهای گریزگاه مالیاتی با برنامه‌ریزی و تبلیغات بر روی روش‌های فرار مالیاتی خیلی فعال هستند و تمام تلاش خود را برای جذب سرمایه‌گذاران کشورهای مالیات‌گیرنده می‌کنند. در دهه نخست سده ۲۱ کشورها، با اصلاح و تجدید نظر در مورد مالیات برخی از شرکت‌های فعال در مناطق آزاد تجاری و مناطق دریایی کوشیده‌اند، مانع از خروج سرمایه از کشورشان باشند. رقابت بین کشورهای گریزگاه مالیاتی و کشورهای فرار مالیاتی بسیار چشمگیر است و بیشتر کشورهای گریزگاه موفق‌تر بوده‌اند. نحوه جذب در گریزگاه‌های مالیاتی متفاوت است، برخی از این کشورها به افراد و سرمایه‌گذاران خدمات می‌دهند و به‌طور مستقیم آن‌ها را جذب می‌کنند و برخی دیگر از طریق تأسیس شرکت خارجی در داخل کشورشان، امتیازهای گریزگاه مالیاتی را فراهم می‌کنند.